# Karlsborgs landsfiskalsdistrikt
Karlsborgs landsfiskalsdistrikt var 1918–1964 ett landsfiskalsdistrikt i Skaraborgs län, bildat när Sveriges indelning i landsfiskalsdistrikt trädde i kraft den 1 januari 1918, enligt beslut den 7 september 1917. Den 1 januari 1965 avskaffades i Sverige samtliga landsfiskaler och landsfiskalsdistrikt, och deras arbetsuppgifter delades upp på de nyskapade indelningarna polisdistrikt, åklagardistrikt och kronofogdedistrikt.
Landsfiskalsdistriktet låg under länsstyrelsen i Skaraborgs län.

## Ingående områden
När Sveriges nya indelning i landsfiskalsdistrikt trädde i kraft den 1 oktober 1941 (enligt kungörelsen den 28 juni 1941) tillfördes kommunerna Halna, Tived och Undenäs från det upplösta Undenäs landsfiskalsdistrikt och kommunerna Beateberg, Bällefors och Ekeskog överfördes till Tidans landsfiskalsdistrikt. När Sveriges nya indelning i landsfiskalsdistrikt trädde i kraft den 1 januari 1952 (enligt kungörelsen 1 juni 1951) ändrades distriktets indelning genom kommunreformen 1952 samt genom överförande av Tiveds landskommun till Hova landsfiskalsdistrikt.

### Från 1918
Vadsbo härad:
- Beatebergs landskommun
- Bällefors landskommun
- Ekeskogs landskommun
- Karlsborgs landskommun
- Mölltorps landskommun
- Ransbergs landskommun

### Från 1 oktober 1941
Vadsbo härad:
- Halna landskommun
- Karlsborgs landskommun
- Mölltorps landskommun
- Ransbergs landskommun
- Tiveds landskommun
- Undenäs landskommun

### Från 1 januari 1952
- Karlsborgs landskommun
- Mölltorps landskommun
- Undenäs landskommun